# Château de Beaumont-le-Richard
Pour les articles homonymes, voir Château de Beaumont.
Le château de Beaumont-le-Richard est un ancien château fort, du XIIe ou du début du XIIIe siècle, remanié au XVIIe siècle, dont les vestiges se dressent sur le territoire de la commune française d'Englesqueville-la-Percée, dans le département du Calvados, en région Normandie. Le château, d'architecture anglo-normande, est un des derniers exemples de logis seigneurial de cette époque encore en élévation. L'édifice est partiellement protégé au titre des monuments historiques.

## Localisation
Les vestiges du château sont situés sur une colline du Bessin, à 1,2 kilomètre au sud-ouest de l'église Saint-Vigor d'Englesqueville-la-Percée, dans le département français du Calvados.

## Historique
La seigneurie existe depuis au moins l'an mil[réf. nécessaire]. Le premier seigneur serait cité à la fin du XIIe siècle,.
Dans la seconde moitié du XIIe siècle, le château passe à la famille du Hommet à la suite du mariage d'Agnès de Say avec Richard Ier du Hommet. Celle-ci était l'unique héritière de son frère, mort vers 1151 sans avoir été marié,.
Le château doit son nom à Richard Ier du Hommet (v. 1115-1180), 2e connétable de Normandie, Grand sénéchal de Normandie.
En 1220, Enguerrand du Hommet donne à l'abbaye de Mondaye l'église et les dîmes de Beaumont-le-Richard.
En 1239, Guillaume du Hommet est qualifié de châtelain de Beaumont-le-Richard.
Lors de l'occupation anglaise de la Normandie (1418-1450), au cours de la seconde phase de la guerre de Cent Ans, Thomas de Hottot, qui se bat dans le camp français, se voit dépossédé de sa seigneurie de Beaumont-le-Richard.
En 1540, le sieur du Vaumicel (Vierville-sur-Mer), Jehan Canivet, dans le journal qu'il tient au moment des guerres de Religion, mentionne la tenue d'une réunion huguenote sur le territoire de la paroisse d'Englesqueville. Cette réunion se serait déroulée probablement au château.
En 1632, il est fait mention d'un dénommé Jean, titré de comte de Choisy, seigneur de Beaumont-le-Richard et de Balleroy.
La seigneurie est transmise de famille en famille, mais, n'étant plus une résidence pour ses seigneurs, elle a été transformée en exploitation agricole.

## Description
Il subsiste du château, du XIIe ou du début du XIIIe siècle, remanié au XVIIe siècle, dépourvu de donjon, deux tours rondes couvertes de calottes de pierre, les restes d'une enceinte, et la chapelle castrale placée au-dessus d'une salle voûtée qui pourrait être l'ancienne résidence seigneuriale. Arcisse de Caumont à propos du château disait « qu'il s'agissait davantage de l'habitation d'un riche baron plutôt que d'une forteresse proprement dite ».
Après le déclin de la seigneurie, la configuration du château a fortement changé puisqu'il a été transformé en exploitation agricole, laquelle a fonctionné jusqu’à la Seconde Guerre mondiale.
L'ensemble se compose de deux bâtiments romans : un bloc d’habitation et une grande salle, composée d’une nef et d’un bas-côté, datés du milieu du XIIe siècle. Au rez-de-chaussée, une salle voutée (cellier). Au premier étage du bloc d’habitation, une chambre refaite au XVIIe siècle, lors de l'aménagement de l'exploitation agricole, voisine d'une antichambre ornée d’arcatures romanes.
La chapelle a été affectée au culte vers 1640.
Sur le site, il a existé un village dont certaines maisons étaient antérieures à 1600. On sait qu'à la fin du XVIe siècle un prêche calviniste s'y tenait dans un grenier, au-dessus du pressoir, près de la chapelle. Au XIXe siècle, on a retrouvé dans le cimetière, un cercueil en plomb et d'autres en pierre.

## Protection
Au titre des monuments historiques :
- l'ancienne chapelle ; l'ancienne fenêtre romane à bâtons rompus et la partie de la corniche romane et des arcatures situées au-dessous sont classées par arrêté du 16 septembre 1919 ;
- l'assiette de la parcelle comprenant, à l'exclusion des bâtiments agricoles récents et de la chapelle classée, l'ensemble des vestiges enfouis dans le sol et en élévation est inscrite par arrêté du 21 février 1997.